# Drapetis barueri
Drapetis barueri är en tvåvingeart som beskrevs av Smith 1962. Drapetis barueri ingår i släktet Drapetis och familjen puckeldansflugor. Inga underarter finns listade i Catalogue of Life.